# Morva Rezső
Morva Rezső, Morva Rudolf (Medve, 1870. május 18. – Budapest, Ferencváros, 1924. május 14.) gépészmérnök, szakíró.

## Életútja
Morvai Mihály és Csicsay (Csitsay) Mária földművelő szülők fiaként született. Kilenc éves korában Pozsonyba adták szülei, hol a IV. elemi osztályban és a főreáliskola I. osztályában tanult; onnét került a győri gimnázium II. osztályába. Miután a IV-et elvégezte, apja hazahívta a gazdasághoz és ott maradt húszéves koráig. Ekkor apja szerencsétlen üzletek következtében az anyagi tönk szélére jutott és fia géplakatos lett. Mint segéd Pestre ment, ahol a Vulkán szerszám-gépgyárban szintén mint géplakatos hét évet töltött; innét a bajor-német gőzhajótársaság szolgálatába lépett mint hajógépész gyakornok és egy évig dolgozott ott. Ezen nyolc évi működése alatt letette a kazánfűtési, locomobil gépkezelési és a stabil gőzgépkezelési vizsgákat. 1900-ban visszament szülőfalujába Medvére és ott gazdálkodott a megörökölt kis birtokán. 1921. szeptember 24-én Budapesten, a Ferencvárosban már özvegyként feleségül vette a nála 23 évvel fiatalabb Erdőkövy Erzsébet székesfővárosi tanítőnőt. Morva 1924-ben hunyt el szívizomgyulladás következtében. (Halálát követően özvegye 1926. november 11-én Budapesten Hidasi János Gyula számvizsgáló neje lett.)
Pesten tartózkodása alatt cikkeket és költeményeket írt a Vasuti Lapba, a miskolci Vasuti folyóiratba és a Magyar Néplapba.

## Munkái
- Kézikönyv a gőzkazánok, locomobil és cséplőgépek, valamint az összes stabil-gőzgépek kezeléséről. A kazánfűtők, locomobil- és stabil-gőzgépkezelők, valamint a magas- és alacsonynyomású sűrítővel működő gőzgépekről vizsgázók előkészítésére. 717 kérdés és felelet, 62 szövegbe nyomt. ábrával. 4. bőv. kiadás. Győr, 1901. (Ism. Vasárnapi Ujság 14. sz.).
- Kézikönyv az összes gőzkazánok, locomobil- és cséplőgépek kezeléséről. A mozgony- és helyhez kötött kazánokról vizsgázók előkészítésére. 375 kérdés és felelet, 29 szövegbe nyomtatott ábrával. 4. bőv. kiadás. Győr, 1901.
- Kézikönyv az összes gőzkazánok, locomobil és cséplőgépek kezeléséről. Az összes stabil- és locomobil-gőzkazánok és locomobil-gőzgépekről vizsgázók előkészítésére. 548 kérdés és felelet, 42 szövegbe nyomtatott ábrával. 4. bőv. kiadás. Győr, 1901. (Az 1–3. munka első két kiadása együtt jelent meg).
- Kézikönyv a vas és fémek gyakorlati megmunkálásához. Eszterga-, gyalu- és vésőgépeken. Különös tekintettel a csavarvágásra és annál előforduló számításokra. 140 ábrával. Győr, 1901. (Dobó Jánossal együtt).
- Költemények. Eger, 1902. (Kath. vallásos versek. A második füzet most van sajtó alatt).